# A' villeggiante
A' villeggiante è il primo album del cantante napoletano Tony Colombo, del 1994. Il disco ha venduto 23 000 copie.

## Tracce
1. Fotomodelle un po' povere
2. A' villeggiante
3. Azzurro azzurro
4. Papa' è Natale
5. Tu donna sei
6. 'O sarracino
7. Amicizia è amore
8. Comme te voglio bene
9. Si nascesse n'ata vota
10. 104 - 12 - 21